# The Twentieth Century Tramp; or, Happy Hooligan and His Airship
The Twentieth Century Tramp; or, Happy Hooligan and His Airship er en amerikansk stumfilm fra 1902 af Edwin S. Porter.